# Yvetta Hlaváčová
Yvetta Hlaváčová (26 de mayo de 1975) es una deportista checa que compitió en natación, en la modalidad de aguas abiertas.
Ganó dos medallas en el Campeonato Europeo de Natación, plata en 1991 y bronce en 1995.

## Palmarés internacional
| Representando a Checoslovaquia     |                    |                   |        |
| Campeonato Europeo                 |                    |                   |        |
| Año                                | Lugar              | Medalla           | Prueba |
| 1991                               | Terracina (Italia) | Medalla de plata  | 5 km   |
| Representando a la República Checa |                    |                   |        |
| Campeonato Europeo                 |                    |                   |        |
| Año                                | Lugar              | Medalla           | Prueba |
| 1995                               | Viena (Austria)    | Medalla de bronce | 25 km  |